# Ali Jamal Zaghab
Ali Jamal Zaghab (in arabo علي جمال زغب‎?; Aqaba, 3 giugno 1988) è un ex cestista giordano.

## Carriera
Con la Giordania ha disputato i Campionati mondiali del 2010 e quattro edizioni dei Campionati asiatici (2011, 2013, 2015, 2017).